# Dosa ben Harkinas
Dosa ben Harkinas (in ebraico רבי דוסא בן הרכינס ‎?) (Israele, I secolo) è un rabbino ebreo antico, saggio Tanna della prima generazione (40 - 80 e.v.).
Contemporaneo di Yochanan ben Zakai, fu attivo durante l'era del Secondo Tempio di Gerusalemme e visse fino a tarda età, anche dopo la distruzione del Tempio stesso. Il suo detto più conosciuto è nel Pirkei Avot, come segue:
(Pirkei Avot, 3:11)